# Jan Miraelstraat
De Jan Miraelstraat is een straat in Brugge.

## Beschrijving
De voorname burger Jan Mirael (of Marael) woonde op het einde van de 13de eeuw in Brugge en was voldoende gefortuneerd om aan het stadsbestuur geld uit te lenen. In de straat waar zijn naam werd aan verbonden, woonde hij of bezat hij eigendommen.
Als oudste vermeldingen van de naam zijn te citeren:
- 1310: Jan Marael strate;
- 1327: Jan Maraelstraetkin;
- 1339: Ser Jans Moraelstrate.

Hoewel die naam toch niet zo moeilijk was, gaf hij aanleiding tot allerlei vervormingen in de volksmond, zoals: Simmerolstrote en Jemerolstrote. Zelfs in documenten vond men verschrijvingen: 's heer Amaraelstrate - 's Heer Ammiralstrate - 's Heer Jan Admiraelstrate - zelfs Semeraerstrate.
De straat loopt parallel met de Sint-Jorisstraat, van de Augustijnenrei naar de Sint-Clarastraat. De ene straatkant bezorgde in grote mate een uitweg door de tuin voor de huizen van de Sint-Jorisstraat, aan de andere kant bevond zich de lange muur met daarachter de tuin van het augustijnenklooster.

## Bekende bewoners
- In 1552 kocht Pieter Pourbus het huis Rome in de Jan Miraalstraat. In 1543 was hij van Gouda naar Brugge verhuisd en in 1544 trouwde hij met Anna Blondeel, dochter van de schilder Lanceloot Blondeel.

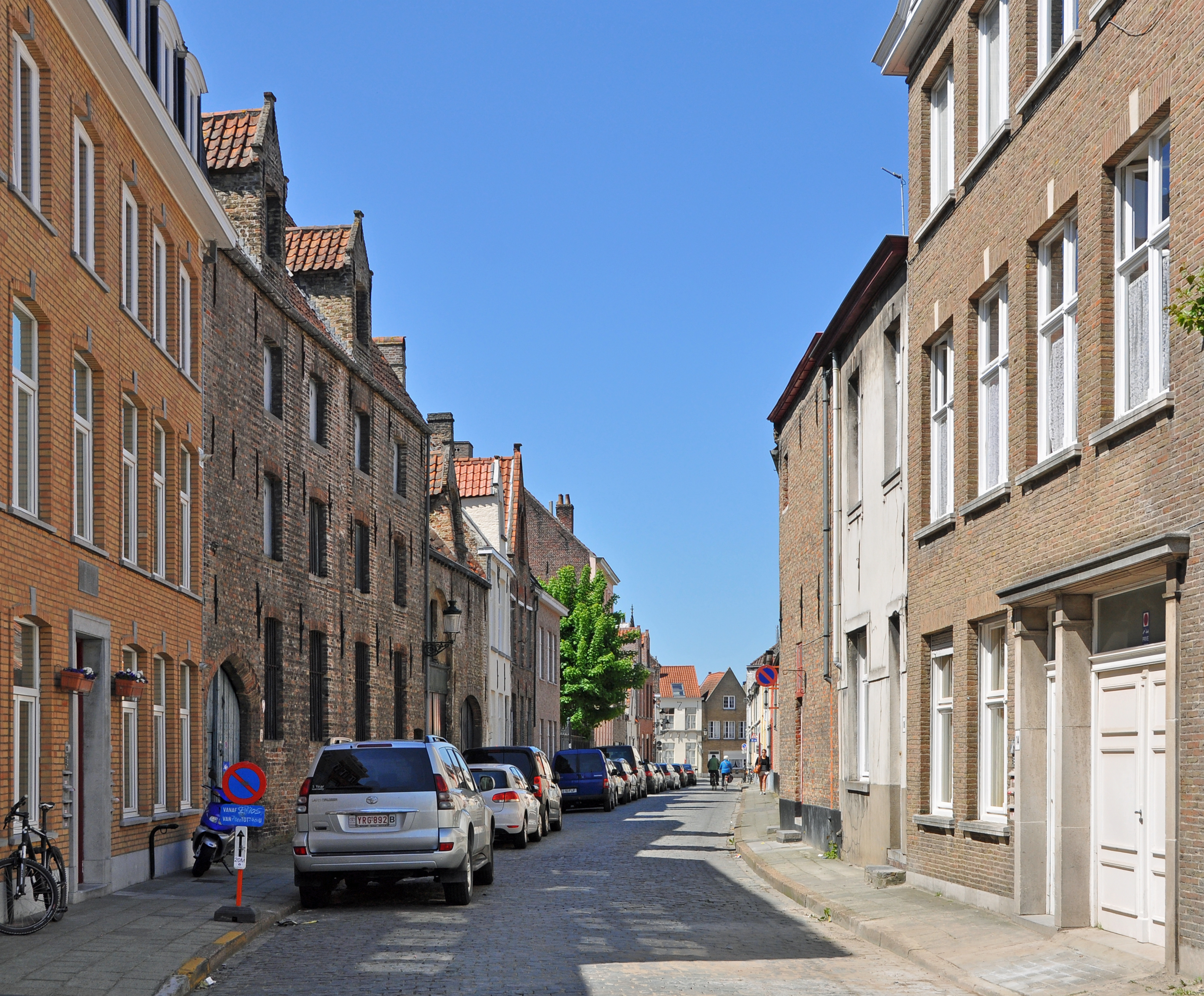
Hans Memling bewoonde het huis Den Inghel en het buurhuis, in de Sint-Jorisstraat, met koetshuis en toegang tot de tuin in de Jan Miraelstraat. In de 18de eeuw werden de huizen afgebroken vervangen door een groot herenhuis, eigendom van de familie De Melgar. Het werd in de twintigste eeuw bewoond door een afstammeling, Aquilin Janssens de Bisthoven, de hoofdconservator van de Brugse musea.
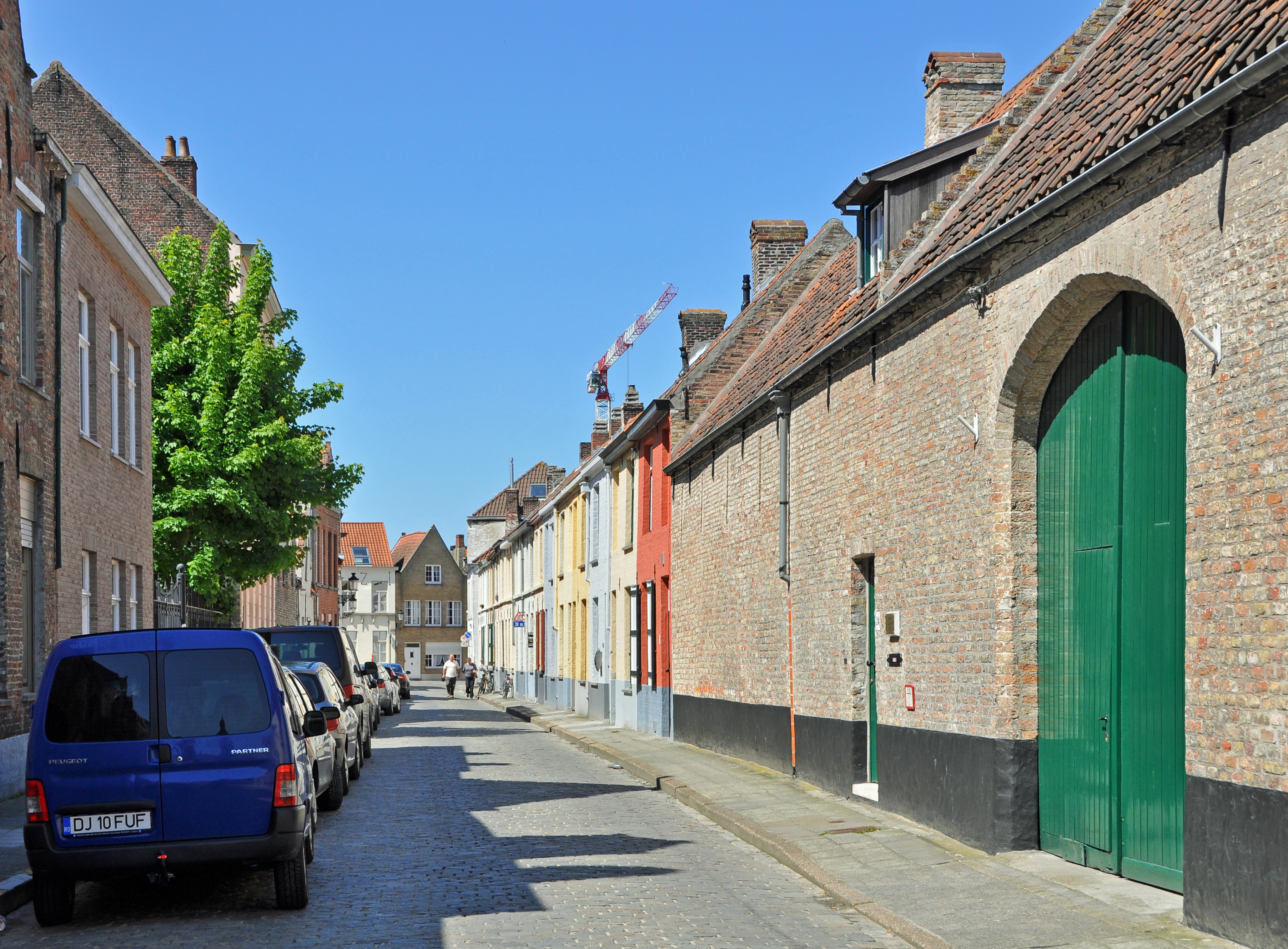
Jan Fabiaen woonde in de Jan Miraelstraat.
- In de Jan Miraelstraat bevinden zich een pakhuis en een hoevegebouw, laatste getuigen van het Augustijnenklooster (Augustijnenrei), na de Franse Revolutie eigendom geworden van de rechter La Franco en na hem (tot heden) van zijn erfgenamen, de notarisfamilie Thomas.